# Sonya (lớp tàu quét mìn)
Tàu quét mìn lớp Sonya là tên ký hiệu NATO của một lớp tàu quét mìn, thủy lôi do Liên Xô sản xuất từ năm 1971-1991 có tên gọi là Đề án 1265 Hồng Ngọc (Project 1265 Yakhont).

## Thiết kế và phát triển
Sau khi thiết kế tàu quét mìn thuộc đề án 1252 lớp Zhenya vào cuối những năm 1950 và đầu 1960. Liên Xô lại tiếp tục thiết kế một lớp tàu quết mìn mới có tên gọi là đề án 1265 hồng ngọc. Tuy tàu có thiết kế cồng kềnh hơn so với đề án 1252, tốc độ giảm xuống còn 15 hải lý/giờ nhưng đã tăng tầm hoạt động cũng như thời gian hoạt động, đề án 1265 có sử dụng một số chi tiết thành công đã được sử dụng ở lớp tàu quét mìn Vanya (đề án 257,lớp tàu trước của đề án 1252) để áp dụng, giúp tàu có hệ thống sonar tốt hơn, hệ thống dò và phá thủy lôi hoạt động ổn định, hiệu quả, có thể điều khiển nhằm đảm bảo cho thân tàu.

## Trang thiết bị

### Hệ thống cảm biến và xử lý
Tàu quét mìn lớp Sonya có trang bị 1 radar Spin Trough (ký hiệu NATO), hệ thống sonar MG-89 giúp tăng khả năng định vị sóng âm ngầm cùng trang thiết bị quan trọng nhất là hệ thống dò và phá thủy lôi. Đề án 1265 sử dụng nhiều loại máy quét mìn như GKT, PEMT-2, ST-2.

### Vũ trang
So với tàu quét mìn thuộc đề án 1252 thì các tàu thuộc đề án 1265 có trang bị vũ khí có hỏa lực mạnh hơn bao gồm 1 pháo 30 mm 2 nòng đặt ở phía trước và 1 pháo 25 mm 2 nòng đặt ở phía sau. Các vũ khí này được dùng để phòng không là chủ yếu hoặc cũng có thể dùng để tấn công các tàu nhỏ, bọc thép yếu như ca nô, tàu tuần tra hoặc xuồng hay các mục tiêu gần bờ biển.

## Tai nạn
Có 3 vụ tai nạn liên quan đến tàu quét mìn thuộc đề án 1265, cả ba tàu đều bị phá hủy hoàn toàn. Nguyên nhân chủ yếu là do sơ suất của thủy thủ đoàn.
- Ngày 29 tháng 6 năm 1984 tàu quét mìn lớp Sonya mang số hiệu BT-325 thuộc Tiểu đoàn 81, Lữ đoàn hải quân 7 thuộc Hải quân Liên Xô đã gặp một đám cháy khi đang hoạt động trên phía bắc Thái Bình Dương. Nguyên nhân là do sơ suất của thủy thủ đoàn. Con tàu bị phá hủy khi mới phục vụ chỉ có 15 năm.
- Ngày 27 tháng 11 năm 1984 tàu quét mìn BT-730 thuộc Hạm đội Phương Bắc của Hải quân Liên Xô đã va chạm với tàu Orion của Thụy Điển và phải di chuyển vào bờ của hòn đảo Gotland. Do điều kiện thời tiết không thuận lợi nên thuyền trưởng cố gắng cho tàu ra khỏi vị trí neo đậu tuy nó đã bị hư hại trung sau vụ va chạm và rồi do 1 lỗi nào đó con tàu bị mất kiểm soát khi vào vùng nước nông và đã bị hư hại phần thân và chân vịt đến mức không thể sửa chữa.[2]
- Đêm ngày 10 rạng sáng này 11 tháng 10 năm 2003, tàu quét mìn tuần tra BT-51 thuộc Lữ đoàn 165 của Hải quân Nga đã xảy ra hỏa hoạn khi đang hoạt động ở phía bắc Thái Bình Dương gần Vladivostok lúc 23 giờ đêm. Cuộc chữa cháy thất bại còn tàu bị phá hủy hoàn toàn.

## Nhiệm vụ

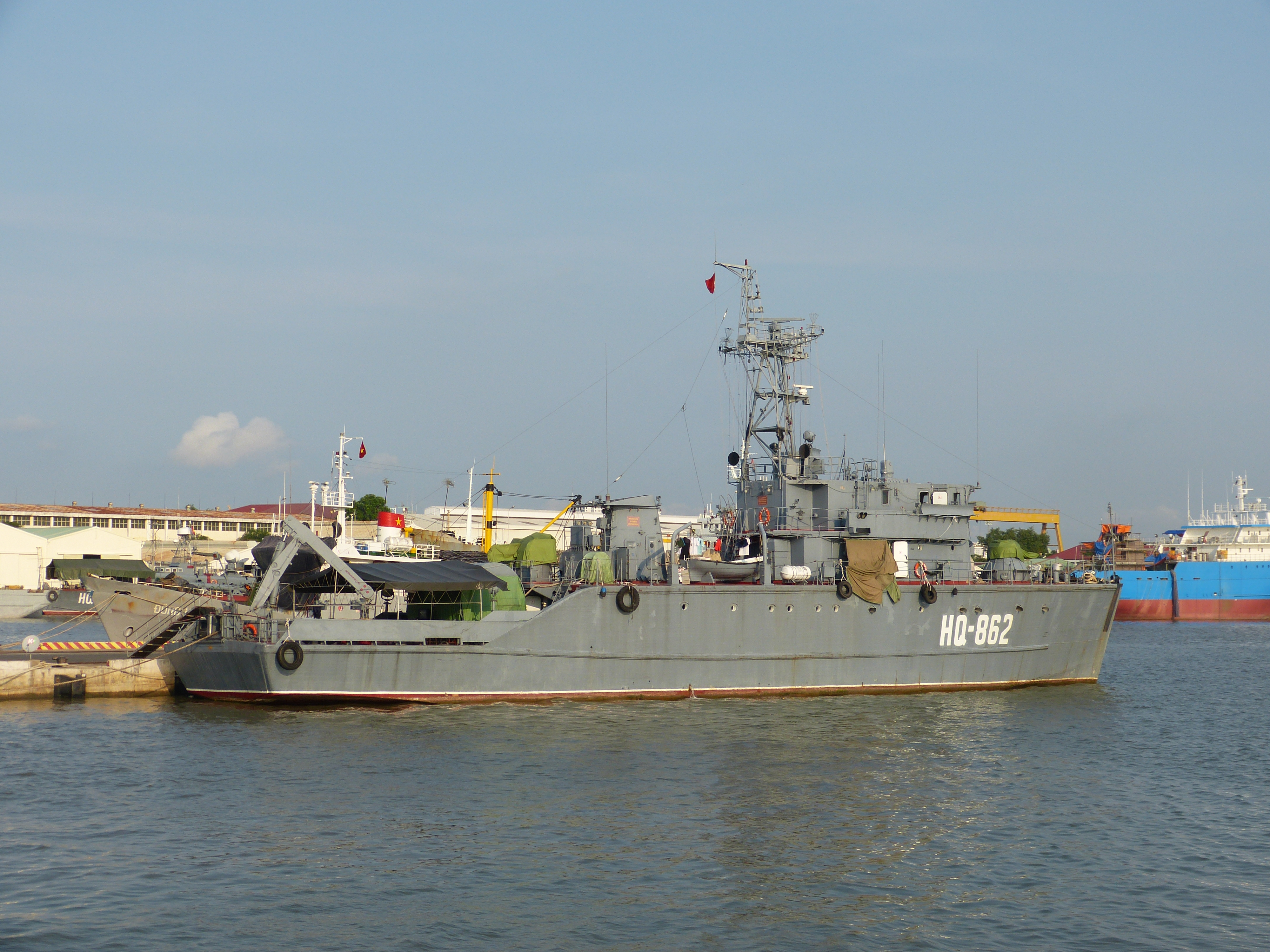
Tàu HQ-862 thuộc lớp Sonya của Quân chủng Hải quân Việt Nam, tháng 3 năm 2013.

Đề án 1265 là tàu quét mìn được thiết kế để phát hiện, đánh dấu và vô hiệu hóa các loại mìn ở đáy, cận đáy, mìn có neo, mìn thả trôi trong và ngoài cảng, đường biển ven bờ bảo vệ cho các tàu ngầm, tàu nổi cũng như phương tiện thủy của quân nhà ra vào các căn cứ hải quân hay hành trình trên những vùng biển nông.

## Thông số kỹ thuật cơ bản
- Choán nước đủ tải: 450 tấn
- Dài: 48,8 m
- Rộng: 10,2m
- Mớn nước, giữa tàu: 2.1 m
- Tốc độ tối đa: 14 hải lý/h
- Tốc độ tiết kiệm: 12 hải lý/h
- Tầm hoạt động, ở tốc độ 12 hải lý/h: 1.500 hải lý
- Vận hành trong điều kiện biển động tới cấp 6
- Vận hành vũ khí trên tàu trong điều kiện biển động tới cấp 4
- Dự trữ hành trình: 10-15 ngày [cần dẫn nguồn]

## Các quốc gia sử dụng

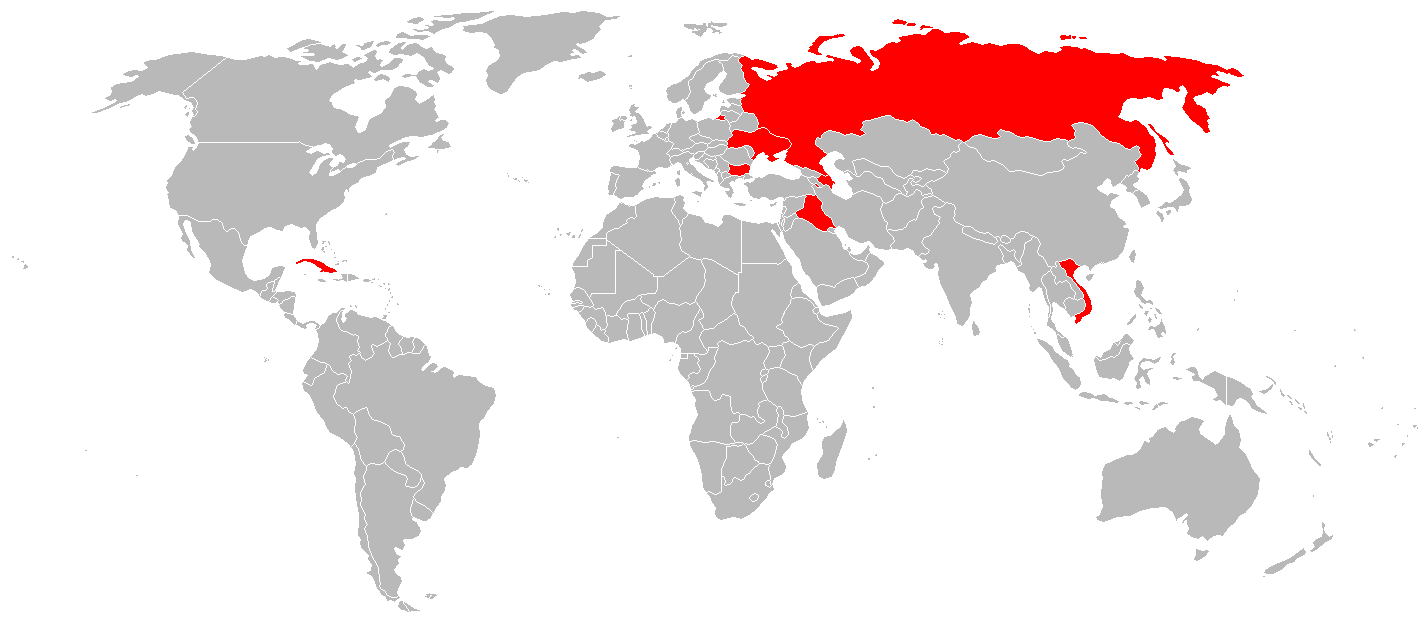
Các quốc gia sử dụng Tàu quét mìn lớp Sonya, đề án 1265-1265E

- Nga Hiện còn 26 tàu hoạt động ở nhiều hạm đội khác nhau.
- Ukraina Hải quân Ukraine còn có 2 tàu hoạt động
- Azerbaijan Hải quân Azerbaijan còn 2 tàu hoạt động
- Bulgaria Hải quân Bulgari còn 4 tàu hoạt động
- Cuba Hải quân Cuba còn 4 tàu hoạt động
- Syria Hải quân Syria còn 2 tàu hoạt động
- Việt Nam Hải quân Nhân dân Việt Nam còn 4 tàu hoạt động[cần dẫn nguồn]
- Liên Xô Chuyển giao cho Nga, Ukraine và Azerbaijan